# Úherčice, Chrudim
Úherčice là một làng thuộc huyện Chrudim, vùng Pardubický, Cộng hòa Séc.